# L'Enfant du meurtre
Pour plus de détails, voir Fiche technique et Distribution.
L'Enfant du meurtre (Giuliano de' Medici) est un film dramatique italien réalisé par Ladislas Vajda et sorti en 1941.

## Synopsis
Florence, XVe siècle. Les familles Médicis et Pazzi sont au sommet de leur rivalité. Le peuple se range de plus en plus du côté des Médicis, qui veulent la paix et la prospérité pour la ville. Les Pazzi s'arrangent pour que le père de la fiancée secrète de Giuliano, frère de Laurent le Magnifique, venge l'honneur de sa fille, qui a entre-temps donné naissance à un enfant. Le jeune Giuliano est tué et le peuple florentin, se rendant compte des tromperies de la famille Pazzi, l'exécute sommairement. Lorenzo exile la fiancée de son frère et élève son enfant, qui deviendra le pape Clément VII.

## Fiche technique
- Titre original italien  : Giuliano de' Medici ou La congiura de' Pazzi[1]
- Titre français : L'Enfant du meurtre ou Julien de Médicis ou Complot du meurtre ou Complot à Florence[2]
- Réalisateur : Ladislas Vajda
- Scénario : Luigi Ugolini (it), Andrea Di Robilant (it), Ferruccio Cerio, Carlo Rolva
- Photographie : Andrea Di Robilant (it)
- Montage : Mario Serandrei
- Musique : Alessandro Cicognini
- Décors : Antonio Tagliolini (it), Enrico Verdozzi (it)
- Costumes : Gino Carlo Sensani (it)
- Production : Andrea Di Robilant (it), Arturo Bacchi
- Société de production : SOL Film
- Pays de production :  Royaume d'Italie
- Langue originale : italien
- Format : Noir et blanc - 1,37:1 - Son mono - 35 mm
- Durée : 84 minutes
- Genre : Drame historique, biographie politique
- Dates de sortie :
  - Royaume d'Italie : 27 février 1941
  - France : 6 janvier 1943
- Affiche : Duccio Marvasi (France)

## Distribution
- Leonardo Cortese : Giuliano de' Medici
- Conchita Montenegro : Fioretta Gorini (it)
- Juan de Landa (it) : Goro
- Osvaldo Valenti : Francesco de' Pazzi
- Carlo Tamberlani : Lorenzo de' Medici
- Laura Nucci : Madonna Violante
- Alanova : Viola della Rovere
- Luis Hurtado : Jacopo de' Pazzi
- Paolo Stoppa : Volpino
- Augusto Marcacci (it) : Sangallo
- Edoardo Toniolo : Biondello
- Juan Calvo Domenech (it) (sous le nom de « Juan Calvo ») : Giovanni Battista da Montesecco (it)
- Fedele Gentile (it) : Poggio
- Renato Navarrini : Agnolo Poliziano
- Giovanni Onorato : Giovanni de' Pazzi (it)

## Exploitation et censure
Le film, tourné dans les studios Pisorno de Tirrenia, est d'abord sorti en salle sous le titre La congiura de' Pazzi (litt. « La conspiration des Pazzi »). À la suite du visionnage du film par Benito Mussolini, il est retiré du marché en raison de son message antidictatorial, pour revenir en salles grâce au soutien politique du producteur dans une version doublée, avec le nouveau titre Giuliano de' Medici et la disparition du nom du réalisateur au générique.